# いじめられっ子のチャンピオンベルト
『いじめられっ子のチャンピオンベルト』（いじめられっこのチャンピオンベルト）は、プロボクサー・内藤大助の自伝。

## 自叙伝
2008年2月23日に発売。キャッチコピーは「神様なんて、絶対にいない。僕は、生まれてくるべきじゃなかったんだ……」
貧しかったという内藤自身の生い立ちに始まり、彼が少年期に受けていた壮絶ないじめ、そのトラウマを克服する為に始めたボクシングで遅咲きの世界チャンピオンとなり、国民的な人気者になるまでを綴った自伝小説である。

## テレビドラマ
2008年7月28日にTBS系列の『月曜ゴールデン』内で『内藤大助物語 〜いじめられっ子のチャンピオンベルト〜』のタイトルで放送された。放送時間は21:00 - 22:54（JST）。
物語は、内藤大助少年が不良グループから壮絶ないじめを受け、人生に絶望していた中学時代から、ボクシングの東日本フライ級新人王として故郷に凱旋、「いじめられっ子を卒業」するまでを描いているが番組紹介のサイトによると、本ドラマは当該自伝を原作としたフィクションという位置付けになっている。対戦相手のボクサー役には現役のプロボクサーや格闘家が出演し、臨場感を引き立たせている。
また、放送2日後の2008年7月30日に内藤が当時保持していたWBC世界フライ級王座の防衛戦が行われ、内藤は清水智信との対決を制し、3度目のタイトル防衛を果たした。

### キャスト
- 内藤大助 - 伊藤淳史
- 内藤道子（大助の母） - 岸本加世子
- 水谷歩美 - 市川由衣
- 宮田博行 - 渡辺いっけい
- 内藤ツヤ（大助の祖母） - 淡路恵子
- 中野幸恵（健太の母） - 奥貫薫
- 杉本直哉（いじめグループリーダー） - 脇崎智史
- 中野健太 - 中村咲哉
- 服部武 - なべおさみ
- 金沢慎二 - 永倉大輔
- 飯田剛 - 大高洋夫
- 内藤道孝（大助の兄） - 北原雅樹
- 石井社長  ‐ 丸岡奨詞
- レフェリー - 菊池隆志
- 対戦相手のボクサー - 鈴木聰、河野公平、三谷大和、大久保雅史、TATSUJI、臼井知史、キューピー金沢、渡邉卓也
- その他 - 戸田昌宏、末野卓磨、松本美星、桜井まり、中山裕介 他

### スタッフ
- 原作:内藤大助『いじめられっ子のチャンピオンベルト』（講談社・刊）
- ボクシング指導監修:梅津正彦
- 監督:小久保利己
- 脚本:林誠人、田中江里夏
- 音楽:林祐介
- 選曲:合田麻衣子
- ロケ協力:ディファ有明、常総市フィルムコミッション、台東フィルムコミッション、みうら映画舎、小湊鉄道 ほか
- 技術協力:ビデオフォーカス
- 映像協力:中部日本放送
- 企画協力:C.A.L
- 協力:宮田ボクシングジム、豊浦町、内藤大助選手豊浦後援会
- 編成:石丸彰彦
- プロデューサー:吉田由二
- 製作:TBS、スイート・ベイジル